# Hielo VIII

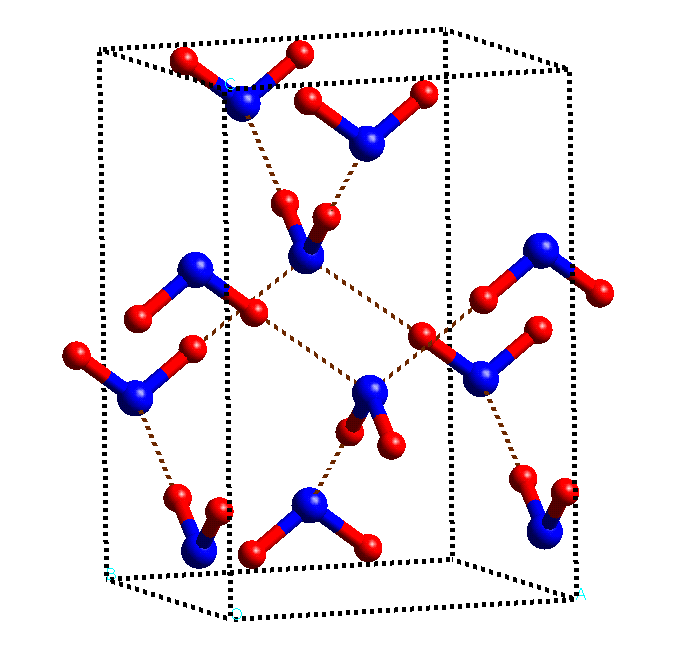
La estructura cristalina del hielo VIII.

El hielo VIII es una forma cristalina tetragonal del hielo que se forma a partir del hielo VII al enfriarlo por debajo de los 5 °C. Tiene una densidad de 1,66 g/cm³ y presenta más orden que el hielo VII, ya que los átomos de hidrógeno ocupan posiciones fijas.
El hielo de agua común se conoce como hielo Ih, (según la nomenclatura Bridgman). En el laboratorio se han creado distintos tipos de hielo, del hielo II al hielo XVIII, a diferentes temperaturas y distintas presiones.